# دوشان ماکاویو
دوشان ماکاویو (سیریلیک صربی: Душан Макавејев؛ زادهٔ ۱۳ اکتبر ۱۹۳۲ – درگذشته ۲۵ ژانویه ۲۰۱۹) کارگردان و فیلم‌نامه‌نویس صرب بود. وی بیشتر برای فیلم‌های نوآورانه‌اش در اواخر دهه شصت و اوایل دهه نود میلادی مشهور است که خیلی از آن‌ها بخشی از موج سیاه محسوب می‌شوند. از آثارش می‌توان فیلم دلپذیر (۱۹۷۴) را نام برد.